# Burnout Legends
 (mars 2020).
Si vous disposez d'ouvrages ou d'articles de référence ou si vous connaissez des sites web de qualité traitant du thème abordé ici, merci de compléter l'article en donnant les références utiles à sa vérifiabilité et en les liant à la section « Notes et références ».
Burnout Legends est un jeu vidéo de course développé par Criterion Games sur PlayStation Portable et par Visual Impact sur Nintendo DS, et édité par Electronic Arts, sorti fin 2005.

## Système de jeu
Burnout Legends est un jeu vidéo de course de voitures. Il est composé de 16 circuits répartis sur 3 continents, 72 voitures répartis en 7 catégories et 175 épreuves. Les circuits sont également jouables dans le sens inverse. D'ailleurs, tous les circuits sont déjà apparus dans les précédents opus Burnout tels que Burnout, Burnout 2: Point of Impact et Burnout 3: Takedown.

### Modes de jeu
Le jeu se décompose en cinq modes de jeu. D'abord, le mode Course permet de concourir contre un à quatre rivaux, le but est d'arriver premier. Puis, le mode Aperçu Tour permet de courir sur un circuit déjà débloqué, l'objectif étant de faire un meilleur temps à chaque fois. Dans le mode Road Rage, le but est de faire un maximum de takedowns à ses 4 adversaires, en prenant le moins de dégâts possibles. Ensuite, le mode Poursuite consiste à poursuivre un adversaire, jusqu'à ce que sa barre de vie soit au plus bas. Enfin, le mode Crash consiste à faire le plus de dégâts possible sur une courte trajectoire.

## Développement

### Bande son
Burnout Legends contient 21 des 46 morceaux proposé dans Burnout Legends sorti le même mois.

## Accueil
| Site          | Note |
| ------------- | ---- |
| Jeuxvideo.com | 8/20 |
| Jeuxvideo.fr  | 5/10 |
| Gamekult      | 4/10 |

| Site          | Note  |
| ------------- | ----- |
| Jeuxvideo.com | 16/20 |
| Jeuxvideo.fr  | 8/10  |
| Gamekult      | 7/10  |